# Guillaume de Blonay
Guillaume de Blonay, mort le 3 décembre 1197, est un prélat issu de la famille de Blonay de la seconde moitié du XIIe siècle.

## Biographie

### Origines
La date de naissance de Guillaume de Blonay n'est pas connue, il est mentionné à partir du 1147. Il est le fils d'Amédée II, seigneur de Blonay,.
Il semble être le neveu de Guy de Maligny, évêque de Lausanne.

### Carrière
Il est chanoine de Lausanne, reçu très probablement par son oncle et évêque Guy de Maligny. Il est pourvu de l'office de doyen de la même manière, en 1147.
Il est élu, par le Chapitre, évêque de Sion, en 1176,. Il porte ce titre épiscopal jusqu'en 1180. Il n'est toutefois pas consacré, en raison du contexte du conflit entre le pape Alexandre III et l'empereur Frédéric Barberousse. Il n'est ainsi pas présent, en mars 1879, au troisième concile du Latran où l'évêque de Sion est Conon. 
Guillaume, étant évincé, reprend ses anciens titres de l'Église de Lausanne, notamment comme chantre du chapitre. Il apparait notamment dans une confirmation de 1179 avec ces titres.
Ill occupe les fonctions de chancelier de l'évêque Roger de Vico Pisano. Il lui apporte son concours dans sa légation à Besançon, ainsi que dans ses réformes administratives.
Guillaume de Blonay meurt le 3 décembre 1197.